# Wereldkampioenschappen baanwielrennen 1924
De wereldkampioenschappen baanwielrennen 1924 werden van 3 tot en met 10 augustus 1924 gehouden in het Franse Parijs. Er stonden drie onderdelen op het programma, twee voor beroepsrenners en een voor amateurs.

## Uitslagen

### Beroepsrenners
| Onderdeel | Goud          | Goud      | Zilver           | Zilver      | Brons               | Brons     |
| --------- | ------------- | --------- | ---------------- | ----------- | ------------------- | --------- |
| Sprint    | Piet Moeskops | Nederland | Ernest Kauffmann | Zwitserland | Maurice Schilles    | Frankrijk |
| Stayeren  | Victor Linart | België    | Georges Sérès    | Frankrijk   | Leopoldo Torricelli | Italië    |

### Amateurs
| Onderdeel | Goud           | Goud      | Zilver          | Zilver    | Brons           | Brons               |
| --------- | -------------- | --------- | --------------- | --------- | --------------- | ------------------- |
| Sprint    | Lucien Michard | Frankrijk | Lucien Faucheux | Frankrijk | Henry F. Fuller | Verenigd Koninkrijk |

### Medaillespiegel
| Plaats | Land                | Goud | Zilver | Brons | Totaal |
| 1      | Frankrijk           | 1    | 2      | 1     | 4      |
| 2      | België              | 1    | 0      | 0     | 1      |
| 2      | Nederland           | 1    | 0      | 0     | 1      |
| 4      | Zwitserland         | 0    | 1      | 0     | 1      |
| 5      | Verenigd Koninkrijk | 0    | 0      | 1     | 1      |
| 5      | Italië              | 0    | 0      | 1     | 1      |
| Totaal | Totaal              | 3    | 3      | 3     | 9      |